# In Blue
In Blue is een Nederlands-Belgisch-Roemeense film uit 2017, geregisseerd door Jaap van Heusden en drie maal bekroond met een Gouden Kalf.

## Verhaal
Wanneer de veertigjarige Lin, een Nederlandse stewardess, tijdens een vlucht een baby ter wereld helpt brengen, raakt ze emotioneel uit balans. In de nasleep daarvan ontmoet ze in Boekarest Nicu, een straatjongen die in de tunnels leeft, en ontwikkelt ze een soort moeder/liefdesrelatie met hem.

## Rolverdeling
| Acteur              | Personage    |
| ------------------- | ------------ |
| Maria Kraakman      | Lin          |
| Bogdan Iancu        | Nicu         |
| Ellis van den Brink | Lin’s moeder |
| Maria Rainea        | Flori        |
| Ada Gales           | Alex         |
| Patrick Vervueren   | Thomas       |

## Productie
De film werd aangemeld als Nederlandse inzending voor de beste niet-Engelstalige film voor de 90ste Oscaruitreiking. De shortlist werd gepubliceerd door het EYE Film Instituut Nederland, waarna begin september de Nederlandse Oscar Selectie Commissie (NOSC) de film koos die namens Nederland zou worden ingezonden. Uiteindelijk werd de film toch niet gekozen, maar Layla M..
In Blue ging op 8 september 2017 in première als openingsfilm van het filmfestival Film by the Sea in Vlissingen.

## Prijzen
In oktober 2017 won de film de Narrative Feature Award voor beste film op het filmfestival van Austin in de Amerikaanse staat Texas.
Op het Nederlands Film Festival van 2018 won de film drie keer een Gouden Kalf: voor het beste scenario, de beste regie en Maria Kraakman als beste actrice. Tevens werd deze film genomineerd voor drie categorieën: beste film, beste montage en beste geluid.